# 東広島廿日市道路
東広島廿日市道路（ひがしひろしまはつかいちどうろ）は、広島県の東広島市から廿日市市に至る総延長 51.9 km の地域高規格道路である。実質的には、国道2号の安芸バイパス・東広島バイパス・広島南道路（海田大橋・広島高速3号線など）である。

## 事業名
- 国道2号安芸バイパス・東広島バイパス : 八本松西IC - 海田西IC
- 広島南道路 : 海田西IC - 地御前JCT（廿日市IC）
  - 海田大橋 : 東部流通西出入口（海田大橋出入口） - 仁保JCT
  - 広島高速3号線 : 仁保JCT - 観音出入口

### 開通状況
現在、以下の区間が開通済みである。
- 国道2号安芸バイパス・東広島バイパス : 全線
- 広島南道路（海田大橋・広島高速3号線など） : 海田大橋出入口 - 商工センター出入口（途中にある江波出入口は未開通）